# Четвертной суд
Четвертной суд (исл. Fjórðungsdómur, исландское произношение: [ˈfjouːrθuŋsˌtouːmʏr̥]) — суд апелляционной инстанции, учрежденный в Исландии в 965 году в период эпохи народовластия.
Решением Альтинга в 965 году Исландия была разделена на четыре судебные части (четверти) — южную, западную, северную и восточную, и для каждой из этих частей был свой состав четвертного суда из 36 судей. Судьи изначально выбирались из жрецов-годи, а затем, после крещения Исландии и образования епископских кафедр в Скаульхольте (1056) и Хоуларе (1106 год), стали назначаться епископами почти исключительно из числа священников.
Четвертной суд являлся апелляционной инстанцией для всех нижестоящих судов (судов весеннего тинга), в своей четверти.
Четвертной суд работал и выносил свои решения на основании сборника правовых норм Граугауса, который существовал в устной форме с X века, а зимой 1117-1118 года появилась его первая рукопись.
Высшей инстанцией для четвертного суда с 965 по 1015 год служил Законодательный суд, представляющий собой одновременно орган и законодательной, и судебной власти. В 1015 году Альтинг решил создать отдельный судебный орган — Пятый суд, который стал высшей инстанцией для всех дел уже рассмотренных в четвертном суде.
Заседал Четвертной суд на открытом воздухе на полях возле Лёгберга к востоку от реки Эксарау на Тингведлире. Судьи собирались в круг, внутри которого находился председательствующий на суде законоговоритель, а также заходили держать речь главные участники процесса — обвинитель, обвиняемый и его защитник. Прочим участникам судебного процесса и зрителям было разрешено наблюдать за работой суда, но запрещалось садить в круг или заходить внутрь его. Такой порядок работы суда сохранялся на протяжении всей эпохи народовластия, вплоть до 1262–1264 годов, когда Исландия перешла под власть норвежской короны и четверной суд был упразднен.